# Sehgergan
 (juin 2018).
Sehgergan (en persan : سه گرگان romanisé en Sehgergān) est un village de l’Azerbaïdjan occidental en Iran. Lors du recensement de 2006, sa population était de 615 habitants répartis dans 106 familles.